# Swiebertje

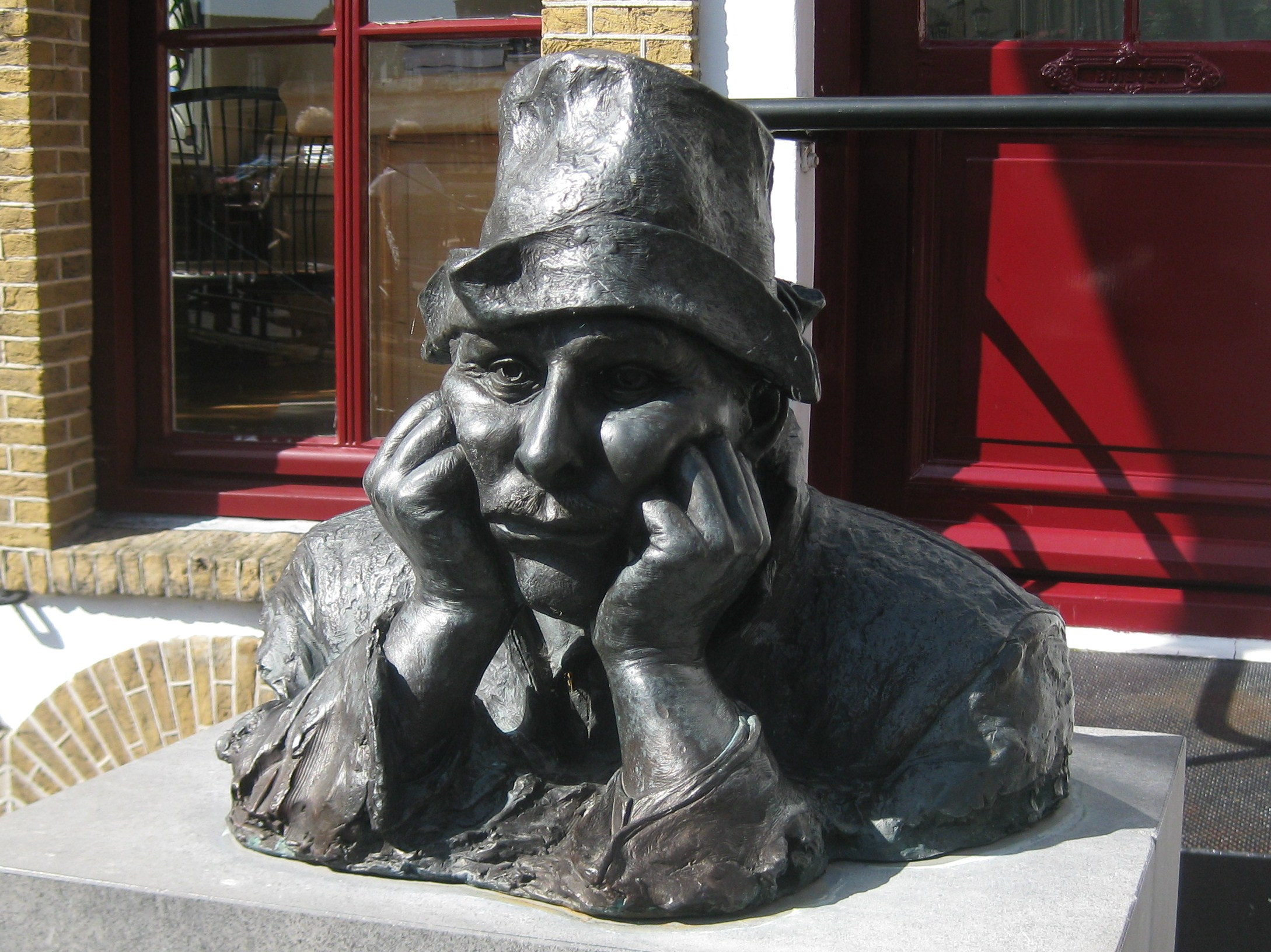
Borstbeeld van Swiebertje in Oudewater

Swiebertje is een reeks Nederlandse kinderboeken, vanaf 1936 geschreven door John Henri uit den Bogaard, en een Nederlandse televisieserie die op de boeken gebaseerd is, uitgezonden door de NCRV in de jaren 60 en 70.

## Geschiedenis
De hoofdpersoon is de landloper Swiebertje (naar eigen zeggen zowel zijn voornaam als zijn achternaam), een zwerver die het steeds aan de stok krijgt met veldwachter Bromsnor. Daarnaast maakt hij voortdurend juffrouw Saartje, de huishoudster van de burgemeester, het hof. Hij werd vooral bekend door de populaire televisieserie, waarin Joop Doderer de rol van Swiebertje vertolkte. De figuur van Malle Pietje kwam er in 1968 als vast personage bij. De serie kwam pas echt op gang rond 1960, na een aantal proefuitzendingen, de eerste daarvan in 1955. Doderer improviseerde zijn tekst zodanig, dat in de huiskamers aan het schudden van het beeld zichtbaar was dat de cameralieden ook schaterden van het lachen. Swiebertje werd gedurende 14 jaar, vanaf 1961, met een proefaflevering in 1955 op televisie uitgezonden. De serie eindigde met het vertrek van Swiebertje naar Canada.
Van de afleveringen in kleur (1973-1975) zijn inmiddels tien dvd's uitgebracht, met in totaal 20 afleveringen. Ook van de zwart-witafleveringen van 1961 tot en met 1963 zijn er dvd's uitgebracht. De periode oktober 1964-1972 is nagenoeg helemaal verloren gegaan omdat de Ampexbanden waarop werd opgenomen zijn gewist. Ten tijde van de tv-afleveringen trokken Joop Doderer en Lou Geels door het land om voor kinderen toneelvoorstellingen te geven als respectievelijk Swiebertje en Bromsnor. Joop Doderer vertolkte de rol van Swiebertje zó lang dat men tegenwoordig spreekt van het Swiebertje-effect wanneer het publiek een acteur sterk met één bepaalde rol vereenzelvigt.
In zijn rol viel zijn aparte taalgebruik op. Hij voegde bijvoorbeeld aan veel woorden een "n" toe: zo werd kopje "kopjen" en koekje "koekjen".

## Thematiek
De sfeer in de serie is die van vóór de Eerste Wereldoorlog, en is sterk hiërarchisch, mogelijk zelfs feodaal getint. De verhalen spelen in de kleinere (fictieve) plattelandsgemeente Ouder-Angstel, waar schijnbaar een 'baron' de dienst nog uitmaakt. De aristocratisch pratende burgemeester, broer van de baron, wordt met 'edelachtbare' aangesproken en heeft een huishoudster in uniform, die de zwerver Swiebertje af en toe een boterham toestopt. De veldwachter Bromsnor – op een gemoedelijke manier likkend naar boven en trappend naar beneden – grijpt iedere gelegenheid aan om Swiebertje zonder duidelijke vorm van proces in het 'hok onder de toren' op te sluiten. Vaak is er een misverstand waarbij Swiebertje ergens valselijk van wordt beschuldigd, maar het loopt altijd goed af.
Swiebertje woont overal in het dorp. De ene keer in de hooiberg en de andere keer in het tuinhuisje van de baron. Swiebertje werkt overal om aan geld te komen. Hij werkt bij de boeren, de burgemeester, bij de barones, in de herberg "De Vergulde Kip" en bij Piet van Dijk. Swiebertje verdient het geld altijd eerlijk. Als hij veel geld vindt, gaat hij op zoek naar de eigenaar van het geld. Bromsnor denkt altijd iets anders, maar toch wil hij Swiebertje altijd wel helpen.

## Rolverdeling

### Hoofdrollen
| Personage                                               | Acteur         | Periode         |
| ------------------------------------------------------- | -------------- | --------------- |
| Swiebertje                                              | Joop Doderer   | 1955, 1961-1975 |
| Saartje van Santen, de huishoudster van de burgemeester | Coba Kelling   | 1955            |
| Saartje van Santen, de huishoudster van de burgemeester | Sophie Köhler  | 1955            |
| Saartje van Santen, de huishoudster van de burgemeester | Conny Stuart   | 1961            |
| Saartje van Santen, de huishoudster van de burgemeester | Annie Leenders | 1961-1964       |
| Saartje van Santen, de huishoudster van de burgemeester | Jetty Cantor   | 1964-1966       |
| Saartje van Santen, de huishoudster van de burgemeester | Riek Schagen   | 1966-1975       |
| Bromsnor, de veldwachter                                | Tonnie Foletta | 1955            |
| Bromsnor, de veldwachter                                | Lou Geels      | 1961-1975       |
| Cornelia Bromsnor, de vrouw van de veldwachter          | Diny Sprock    | 1955, 1961-1962 |
| Cornelia Bromsnor, de vrouw van de veldwachter          | Coba Kelling   | 1967            |
| Cornelia Bromsnor, de vrouw van de veldwachter          | Lies de Wind   | 1970            |
| Cornelia Bromsnor, de vrouw van de veldwachter          | Teddy Schaank  | 1973-1975       |
| Robèrt van Troetelaer tot Stoethaspel, de burgemeester  | Guus Hermus    | 1955            |
| Robèrt van Troetelaer tot Stoethaspel, de burgemeester  | Jo Vischer jr. | 1955            |
| Robèrt van Troetelaer tot Stoethaspel, de burgemeester  | Jan Blaaser    | 1961-1962       |
| Robèrt van Troetelaer tot Stoethaspel, de burgemeester  | Rien van Nunen | 1962-1970       |
| Robèrt van Troetelaer tot Stoethaspel, de burgemeester  | Louis Borel    | 1970-1972       |
| Robèrt van Troetelaer tot Stoethaspel, de burgemeester  | Bert Dijkstra  | 1972-1975       |
| Malle Pietje (Piet van Dijk)                            | Piet Ekel      | 1968-1975       |

### Terugkerende gastrollen
| Personage                                        | Acteur             | Periode   |
| ------------------------------------------------ | ------------------ | --------- |
| Barones Henriëtte van Troetelaer tot Stoethaspel | Emmy van Swoll     | 1962-1963 |
| Barones Henriëtte van Troetelaer tot Stoethaspel | Ellen de Thouars   | 1971-1975 |
| Freule Nicolien, de nicht van de barones         | Kitty Janssen      | 1962-1963 |
| Freule Nicolien, de nicht van de barones         | Conny van Manen    | 1974      |
| Freule Nicolien, de nicht van de barones         | Marijke Bakker     | 1969-1975 |
| Jacobus, de huisknecht van de barones            | Rob Milton         | 1962-1963 |
| Jacobus, de huisknecht van de barones            | Peter Holland      | 1973-1975 |
| Bella, het dienstmeisje van de barones           | Elisabeth Wetzer   | 1962-1963 |
| Bella, het dienstmeisje van de barones           | Leontien Ceulemans | 1974-1975 |
| Kokky, de kok van de barones                     | Johan van Doorn    | 1962-1963 |
| Kokky, de kok van de barones                     | Paul Meijer        | 1974-1975 |

### Gastrollen
| Personage                         | Acteur                                                |
| --------------------------------- | ----------------------------------------------------- |
| Piëtro                            | Peter Holland                                         |
| Bakker                            | Rob Milton                                            |
| Boer                              | Rob Milton                                            |
| Borreboem de beer                 | Rob List                                              |
| Sulletje Sijbel                   | Jan Hahn                                              |
| Thérèse Sijbel                    | Hella Faassen                                         |
| Lodewijk Sijbel                   | John Soer                                             |
| Fraulein Ingelein                 | Coba Kelling                                          |
| Jan Duim                          | Ben Hulsman                                           |
| Meneer van Pannerden              | Frans Koppers                                         |
| Annemarie                         | Rita Schipper                                         |
| Pier de knokker                   | Rudi Falkenhagen                                      |
| Boer Derks                        | Jan Apon                                              |
| Klaasdirk Derks                   | Wim de Meyer                                          |
| Jorus Jengel                      | Frans Zuidinga                                        |
| Jodocus Jengel                    | Gerard Heystee                                        |
| Verhuizers                        | De Wama's                                             |
| Pierre Meier                      | Arend Hauer                                           |
| Mary Meier                        | Emmy Lopes Dias                                       |
| Madeleen                          | Christine de Gier                                     |
| Juffrouw Petronella               | Nel Kars (1965-1966) en Tineke van Leer (1970-1971)   |
| Jonker Simonus Kater van Vlaswijk | Lou Steenbergen                                       |
| Gozewijn Lambertus                | Wim Kouwenhoven                                       |
| Gemeentesecretaris                | Jan Blaaser                                           |
| Barend Okkel                      | Herbert Joeks                                         |
| Josefien                          | Diny de Neef                                          |
| Orgeldries                        | Pierre Biersma                                        |
| Frieda Zilverschoon               | Joekie Broedelet                                      |
| Elise Zilverschoon                | Sara Heyblom                                          |
| Claartje                          | Maroesja Lacunes                                      |
| Cheffin                           | Teddy Schaank                                         |
| Olivier Vingervlug                | Bert van der Linden                                   |
| Boer Dykema                       | Paul Meijer (1971-1972) en Tonnie Foletta (1974-1975) |
| Opoe Klaassen                     | Sara Heyblom                                          |
| Meester Hipsilon                  | Eli Blom                                              |
| Hendrik Kleun                     | Herbert Joeks                                         |
| Ferdinand van der Grijp           | Dick Swidde                                           |
| Clementine Deuterhops             | Ingeborg Uyt den Boogaard                             |
| Sientje                           | Ineke Swanevelt                                       |
| Filibert Deuterhops               | Greg Palmer                                           |
| Boerin Struik                     | Emmy Lopes Dias                                       |
| Boer Struik                       | Jan Juray                                             |
| Molenaar Kwispel                  | Peter Holland                                         |
| Professor                         | John Leddy                                            |
| Ulkie Bulkie                      | Wim Hoddes                                            |
| Boerin                            | Stine Lerou (1971-1972) en Ditty Doornbos (1973-1974) |
| Karel van Borselen                | François Bernard                                      |
| Habakuk Rozemeijer                | Dries Krijn                                           |
| Fridolinus                        | Piet van der Meulen                                   |
| Stien Dommel                      | Tineke van Leer                                       |
| Driekus Dommel                    | Wim Hoddes                                            |
| Pianist                           | Ted Perron                                            |
| Walter Starkenborg                | Joop Schouman                                         |
| Sander Stegeman                   | Tom van Beek                                          |
| Ada Spanjers                      | Helen Hedy                                            |
| Peer Mulder                       | Ton Merkelbach                                        |
| Leendert Spruyt                   | Peter Voormey                                         |
| Jonker Godert van Kwispelstein    | Floris van Spronsen                                   |
| Miebet                            | Ineke Swanevelt                                       |
| Jaap                              | Olaf Wijnants                                         |
| Bode Hubbezak                     | Tonnie Foletta                                        |
| Lobbes                            | Hans Hoekman                                          |
| Tommy Sanders uit Canada          | John Leddy                                            |

## Afleveringen
Er zijn vier tv-spelen en daarna 103 serieafleveringen gemaakt:

### Tv-spelen (1955)
| Afl. (tv-spelen) | Afl. (serie) | Titel                         | Uitzenddatum    | Uitgebracht op dvd                   |
| ---------------- | ------------ | ----------------------------- | --------------- | ------------------------------------ |
| 1                | 1            | Swiebertje als burgemeester   | 20 april 1955   |                                      |
| 2                | 2            | Swiebertje als woonwagenklant | 2 november 1955 | 4 minuten in archief Beeld en Geluid |

### Tv-spelen (1961)
Het betreft hier herhalingen van de tv-spelen uit 1955, maar in een nieuwe uitvoering.
| Afl. (tv-spelen) | Afl. (serie) | Titel                         | Uitzenddatum | Uitgebracht op dvd      |
| ---------------- | ------------ | ----------------------------- | ------------ | ----------------------- |
| 1                | 3            | Swiebertje als burgemeester   | 3 mei 1961   |                         |
| 2                | 4            | Swiebertje als woonwagenklant | 31 mei 1961  | dvd 10/zwart-wit, dvd 1 |

### Seizoen 1 (1961-1962) -Pas op, Swiebertje
| Afl. (seizoen) | Afl. (serie) | Titel                   | Uitzenddatum     | Uitgebracht op dvd                    |
| -------------- | ------------ | ----------------------- | ---------------- | ------------------------------------- |
| 1              | 5            | Gefeliciteerd, Saartje! | 18 oktober 1961  | 20 minuten in archief Beeld en Geluid |
| 2              | 6            | Oei, Bromsnor           | 15 november 1961 | 5 minuten in archief Beeld en Geluid  |
| 3              | 7            | Gebraden kip            | 13 december 1961 | zwart-wit, dvd 1                      |
| 4              | 8            | Eind goed, al goed      | 7 februari 1962  | zwart-wit, dvd 1                      |

### Seizoen 2 (1962-1963) -Baron Swiebertje
| Afl. (seizoen) | Afl. (serie) | Titel                          | Uitzenddatum     | Uitgebracht op dvd |
| -------------- | ------------ | ------------------------------ | ---------------- | ------------------ |
| 1              | 9            | Freule Nicolien                | 3 november 1962  | zwart-wit, dvd 2   |
| 2              | 10           | Daar klopt iets niet           | 29 december 1962 | zwart-wit, dvd 2   |
| 3              | 11           | Welterusten, Jacobus           | 26 januari 1963  | zwart-wit, dvd 3   |
| 4              | 12           | Die Bromsnor toch              | 23 februari 1963 | zwart-wit, dvd 3   |
| 5              | 13           | Dromen zijn bedrog             | 23 maart 1963    | zwart-wit, dvd 4   |
| 6              | 14           | De burgemeester gaat op bezoek | 20 april 1963    | zwart-wit, dvd 4   |
| 7              | 15           | Meneer de baron komt thuis     | 18 mei 1963      | zwart-wit, dvd 5   |

### Seizoen 3 (1963-1964) -Swiebertje en de vreemdelingen
| Afl. (seizoen) | Afl. (serie) | Titel                    | Uitzenddatum     | Uitgebracht op dvd |
| -------------- | ------------ | ------------------------ | ---------------- | ------------------ |
| 1              | 16           | Saartje in de knel       | 5 oktober 1963   | zwart-wit, dvd 5   |
| 2              | 17           | Van kasten en katjes     | 2 november 1963  | zwart-wit, dvd 6   |
| 3              | 18           | Huishoudster gevraagd    | 28 december 1963 | zwart-wit, dvd 6   |
| 4              | 19           | Huishoudster op zicht    | 25 januari 1964  | zwart-wit, dvd 7   |
| 5              | 20           | Kleren maken de man      | 22 februari 1964 | zwart-wit, dvd 7   |
| 6              | 21           | Welkom vreemdeling!      | 21 maart 1964    | zwart-wit, dvd 8   |
| 7              | 22           | Swiebertje zoekt het uit | 18 april 1964    | zwart-wit, dvd 8   |

### Seizoen 4 (1964-1965) -Bravo Swiebertje
| Afl. (seizoen) | Afl. (serie) | Titel                                | Uitzenddatum     | Uitgebracht op dvd |
| -------------- | ------------ | ------------------------------------ | ---------------- | ------------------ |
| 1              | 23           | De jas van Swiebertje                | 17 oktober 1964  |                    |
| 2              | 24           | Pas op voor bolhoeden                | 14 november 1964 |                    |
| 3              | 25           | Allemaal smoesjes                    | 12 december 1964 |                    |
| 4              | 26           | Koek en ei... maar vooral: koek!     | 9 januari 1965   |                    |
| 5              | 27           | Vergeet-me-nietjes met koek!         | 6 maart 1965     |                    |
| 6              | 28           | Nauwelijks begonnen, bijna gewonnen! | 3 april 1965     |                    |
| 7              | 29           | Bruidsboeket en boerendans           | 15 mei 1965      |                    |

### Seizoen 5 (1965-1966) -Hiep, hiep, voor Swiep
| Afl. (seizoen) | Afl. (serie) | Titel                      | Uitzenddatum     | Uitgebracht op dvd                             |
| -------------- | ------------ | -------------------------- | ---------------- | ---------------------------------------------- |
| 1              | 30           | Zomaar een gewone dag      | 16 oktober 1965  | 3 minuten in archief Beeld en Geluid           |
| 2              | 31           | Zeg maar gewoon: Saartje   | 13 november 1965 |                                                |
| 3              | 32           | Koffiepraatjes!            | 8 januari 1966   |                                                |
| 4              | 33           | Swiebertje als tijgerjager | 5 februari 1966  |                                                |
| 5              | 34           | Bromsnor in het nauw       | 5 maart 1966     |                                                |
| 6              | 35           | Hoog bezoek                | 2 april 1966     |                                                |
| 7              | 36           | Allemaal malligheid        | 30 april 1966    | aftiteling 1 minuut in archief Beeld en Geluid |

### Seizoen 6 (1966-1967) -Aap, Snor, Swiep
| Afl. (seizoen) | Afl. (serie) | Titel                            | Uitzenddatum      | Uitgebracht op dvd                    |
| -------------- | ------------ | -------------------------------- | ----------------- | ------------------------------------- |
| 1              | 37           | Swiep staat voor aap             | 17 september 1966 | 12 minuten in archief Beeld en Geluid |
| 2              | 38           | Proost, signora                  | 15 oktober 1966   |                                       |
| 3              | 39           | Zeg het met bloemen              | 7 januari 1967    |                                       |
| 4              | 40           | Bar en boos, Swieber             | 4 februari 1967   |                                       |
| 5              | 41           | Spoken op bezoek                 | 4 maart 1967      |                                       |
| 6              | 42           | Een avondje om nooit te vergeten | 1 april 1967      |                                       |
| 7              | 43           | Bromsnor, doe je plicht          | 29 april 1967     | 1 minuut in archief Beeld en Geluid   |

### Seizoen 7 (1967-1968) -Kop op, Swiebertje
| Afl. (seizoen) | Afl. (serie) | Titel                          | Uitzenddatum     | Uitgebracht op dvd                   |
| -------------- | ------------ | ------------------------------ | ---------------- | ------------------------------------ |
| 1              | 44           | De plu van Saartje             | 11 november 1967 |                                      |
| 2              | 45           | Swieb in de greep van de griep | 9 december 1967  | 7 minuten in archief Beeld en Geluid |
| 3              | 46           | Burgemeester op z'n praatstoel | 6 januari 1968   |                                      |
| 4              | 47           | De mensenredders               | 3 februari 1968  |                                      |
| 5              | 48           | Spoken op de trap              | 2 maart 1968     |                                      |
| 6              | 49           | Cowboy Swiep                   | 27 april 1968    |                                      |
| 7              | 50           | Allemaal voor Saartje          | 25 mei 1968      |                                      |

### Seizoen 8 (1968-1969) -Ha die Swiep
| Afl. (seizoen) | Afl. (serie) | Titel                                   | Uitzenddatum    | Uitgebracht op dvd                   |
| -------------- | ------------ | --------------------------------------- | --------------- | ------------------------------------ |
| 1              | 51           | Bloemen voor tante Alida                | 12 oktober 1968 |                                      |
| 2              | 52           | In de wei, daar staat een huis          | 9 november 1968 |                                      |
| 3              | 53           | Wie een kuil graaft?                    | 7 december 1968 |                                      |
| 4              | 54           | Eens maar nooit meer, Swiep             | 4 januari 1969  | 1 minuut in archief Beeld en Geluid  |
| 5              | 55           | Laat Saartje maar schuiven              | 1 februari 1969 |                                      |
| 6              | 56           | Sprekend een aap! Maar dan in 't lelijk | 1 maart 1969    |                                      |
| 7              | 57           | Met de tong op de schoenen              | 26 april 1969   | 3 minuten in archief Beeld en Geluid |

### Seizoen 9 (1969-1970) -Met Swieb op avontuur
| Afl. (seizoen) | Afl. (serie) | Titel                               | Uitzenddatum     | Uitgebracht op dvd                   |
| -------------- | ------------ | ----------------------------------- | ---------------- | ------------------------------------ |
| 1              | 58           | Help een handje                     | 11 oktober 1969  |                                      |
| 2              | 59           | Herry om Ferry                      | 8 november 1969  |                                      |
| 3              | 60           | De bedrieger bedrogen               | 6 december 1969  | 4 minuten in archief Beeld en Geluid |
| 4              | 61           | Je hebt vrienden of je hebt ze niet | 3 januari 1970   |                                      |
| 5              | 62           | Brom ziet ze niet vliegen           | 31 januari 1970  |                                      |
| 6              | 63           | Knorren en snuiven                  | 28 februari 1970 |                                      |
| 7              | 64           | Het moet een geheimpje blijven      | 28 maart 1970    |                                      |
| 8              | 65           | Lentekriebels                       | 25 april 1970    | 5 minuten in archief Beeld en Geluid |

### Seizoen 10 (1970-1971) -Swiebertje
| Afl. (seizoen) | Afl. (serie) | Titel                                                                                  | Uitzenddatum     | Uitgebracht op dvd                   |
| -------------- | ------------ | -------------------------------------------------------------------------------------- | ---------------- | ------------------------------------ |
| 1              | 66           | Een bittere tegenvaller                                                                | 10 oktober 1970  | 9 minuten in archief Beeld en Geluid |
| 2              | 67           | Saartje in de lappenmand                                                               | 7 november 1970  |                                      |
| 3              | 68           | Die brave juffrouw Cornelia                                                            | 5 december 1970  | 5 minuten in archief Beeld en Geluid |
| 4              | 69           | Wat een dag, wat een dag                                                               | 2 januari 1971   |                                      |
| 5              | 70           | Denk nog eens aan Nicolien                                                             | 30 januari 1971  | 8 minuten in archief Beeld en Geluid |
| 6              | 71           | Wie het laatst lacht...                                                                | 27 februari 1971 | 4 minuten in archief Beeld en Geluid |
| 7              | 72           | Zo'n fatsoenlijk mannetje                                                              | 27 maart 1971    | 2 minuten in archief Beeld en Geluid |
| 8              | 73           | Twee lieve oude dametjes (Feestelijke uitzending i.v.m. twaalfeneenhalfjarig jubileum) | 24 april 1971    | Volledig in archief Beeld en Geluid  |

### Seizoen 11 (1971-1972) -Zwerven met Swiebertje
| Afl. (seizoen) | Afl. (serie) | Titel                           | Uitzenddatum     | Uitgebracht op dvd                   |
| -------------- | ------------ | ------------------------------- | ---------------- | ------------------------------------ |
| 1              | 74           | Een zwerver keert terug         | 9 oktober 1971   |                                      |
| 2              | 75           | Brom voelt nattigheid           | 6 november 1971  | 2 minuten in archief Beeld en Geluid |
| 3              | 76           | Sinterswieb kapoentje           | 4 december 1971  |                                      |
| 4              | 77           | Voetstappen in de sneeuw        | 1 januari 1972   |                                      |
| 5              | 78           | Hokus pokus... Foetsjie         | 29 januari 1972  |                                      |
| 6              | 79           | Swiebertje krijgt een punthoofd | 26 februari 1972 |                                      |
| 7              | 80           | Ruzie met Saar                  | 25 maart 1972    |                                      |
| 8              | 81           | Huisje, meisje, hondje          | 22 april 1972    |                                      |

### Seizoen 12 (1972-1973) -Zwerven met Swiebertje
| Afl. (seizoen) | Afl. (serie) | Titel                                     | Uitzenddatum     | Uitgebracht op dvd                   |
| -------------- | ------------ | ----------------------------------------- | ---------------- | ------------------------------------ |
| 1              | 82           | De nieuwe burgemeester                    | 7 oktober 1972   | 4 minuten in archief Beeld en Geluid |
| 2              | 83           | Brom ziet spoken                          | 4 november 1972  | 7 minuten in archief Beeld en Geluid |
| 3              | 84           | Brom op het matje                         | 2 december 1972  | 3 minuten in archief Beeld en Geluid |
| 4              | 85           | Recht moet zegevieren                     | 30 december 1972 | 2 minuten in archief Beeld en Geluid |
| 5              | 86           | Pas op, Filifalderatus                    | 27 januari 1973  | dvd 9                                |
| 6              | 87           | Het zit snor met Brom                     | 24 februari 1973 | dvd 9                                |
| 7              | 88           | Steek je handen uit de mouwen, Swieberman | 24 maart 1973    | dvd 10                               |
| 8              | 89           | Het is een lamme(tjes) geschiedenis       | 21 april 1973    | dvd 10                               |

### Seizoen 13 (1973-1974) -Zwerven met Swiebertje
| Afl. (seizoen) | Afl. (serie) | Titel                                | Uitzenddatum     | Uitgebracht op dvd |
| -------------- | ------------ | ------------------------------------ | ---------------- | ------------------ |
| 1              | 90           | Een dagje om nóóit te vergeten       | 20 oktober 1973  | dvd 6              |
| 2              | 91           | Alles draait om geld                 | 3 november 1973  | dvd 6              |
| 3              | 92           | Een spekje naar Brom's bekje         | 1 december 1973  | dvd 7              |
| 4              | 93           | Leve de rompslomp                    | 29 december 1973 | dvd 7              |
| 5              | 94           | Dat doet je de das om                | 26 januari 1974  | dvd 8              |
| 6              | 95           | Sjerrelok Hommeles op speurderspad   | 23 februari 1974 | dvd 8              |
| 7              | 96           | Een goede oude bekende               | 23 maart 1974    | dvd 8              |
| 8              | 97           | Goed dat er nog kaboutertjes bestaan | 20 april 1974    | dvd 1              |
| 9              | 98           | Swiebertje laat zich niet kisten     | 18 mei 1974      | dvd 1              |

### Seizoen 14 (1974-1975) -Zwerven met Swiebertje
| Afl. (seizoen) | Afl. (serie) | Titel                    | Uitzenddatum      | Uitgebracht op dvd                  |
| -------------- | ------------ | ------------------------ | ----------------- | ----------------------------------- |
| 1              | 99           | Een veelbewogen regendag | 21 september 1974 | dvd 2                               |
| 2              | 100          | Saar, daar ga je         | 11 oktober 1974   | dvd 2                               |
| 3              | 101          | Slaap lekker Jacobus     | 8 november 1974   | dvd 3                               |
| 4              | 102          | Pas op Swiebertje        | 6 december 1974   | dvd 3                               |
| 5              | 103          | Veel drukte om niks      | 3 januari 1975    | dvd 4                               |
| 6              | 104          | De plu van Saar          | 31 januari 1975   | dvd 4                               |
| 7              | 105          | Baron Swabbertje         | 28 februari 1975  | dvd 5                               |
| 8              | 106          | Saartje helpen           | 1 april 1975      | Volledig in archief Beeld en Geluid |
| 9              | 107          | Vaarwel Swiebertje       | 25 april 1975     | dvd 5                               |

## Opnamelocaties

### Galerij

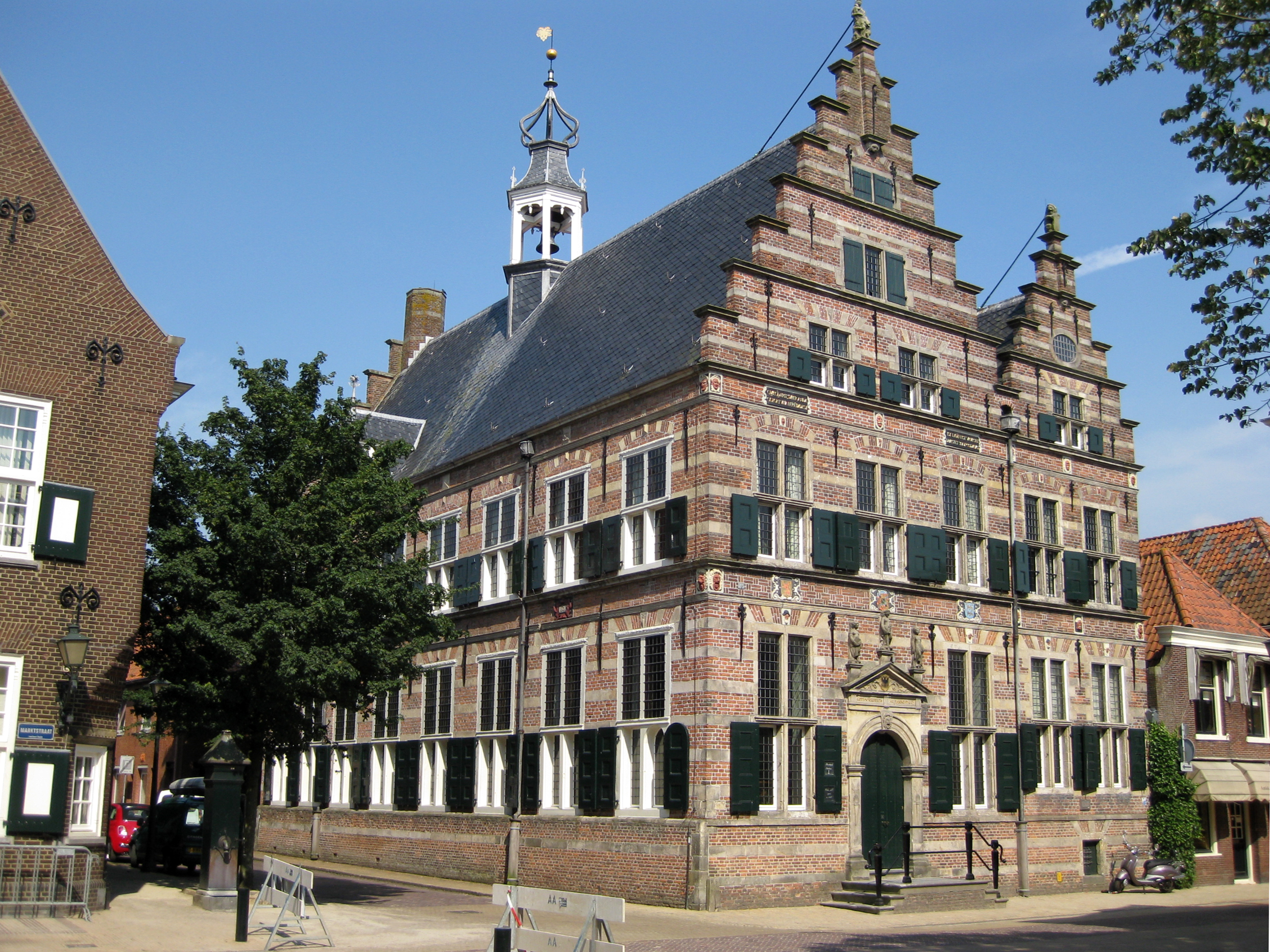
Het stadhuis van Naarden op Marktstraat 22 dat gebruikt werd als stadhuis in de serie
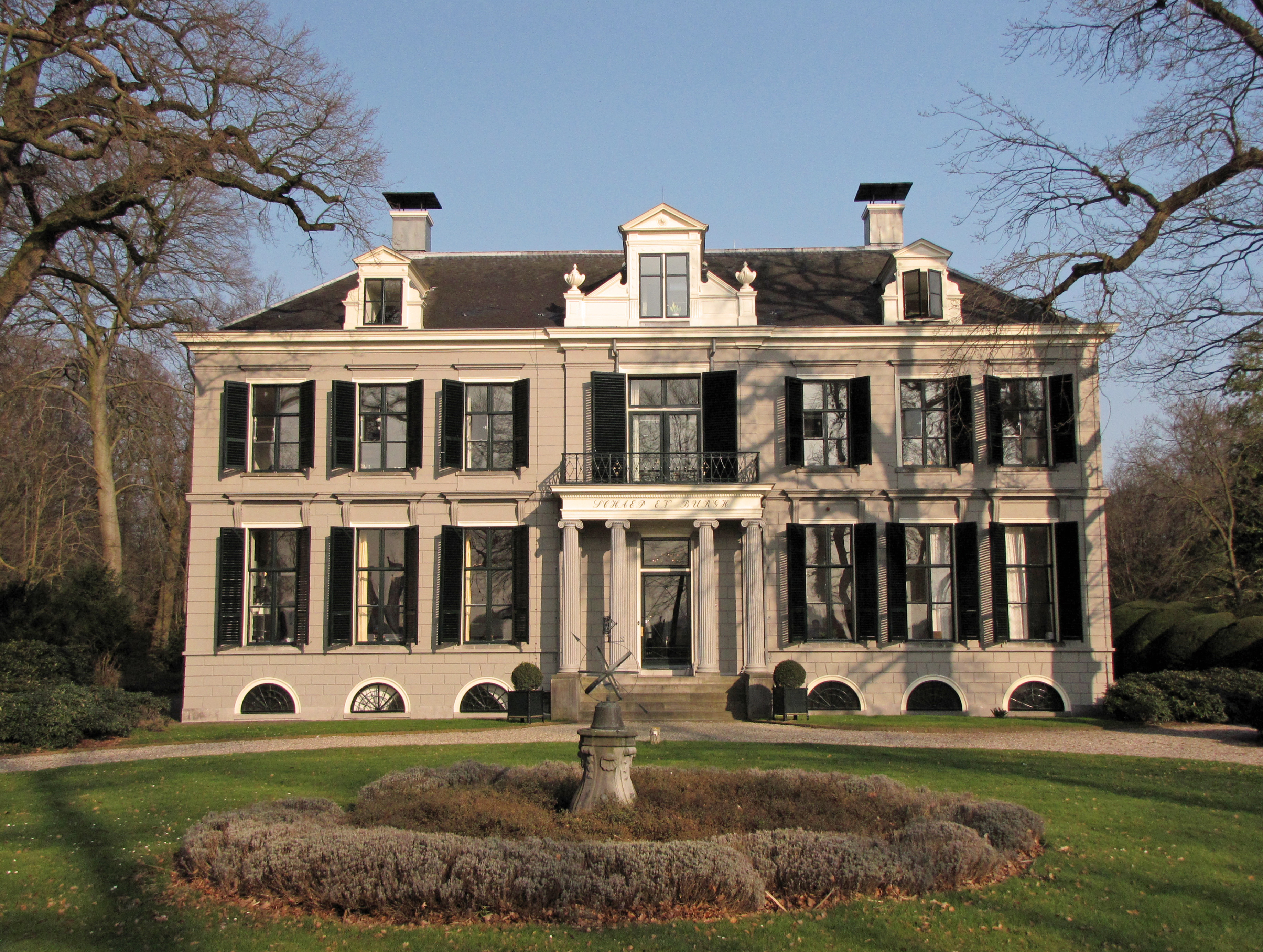
Het landhuis Schaep en Burgh in 's-Graveland, dat gebruikt werd als het kasteel van de baron en van barones  van Troetelaer tot Stoethaspel
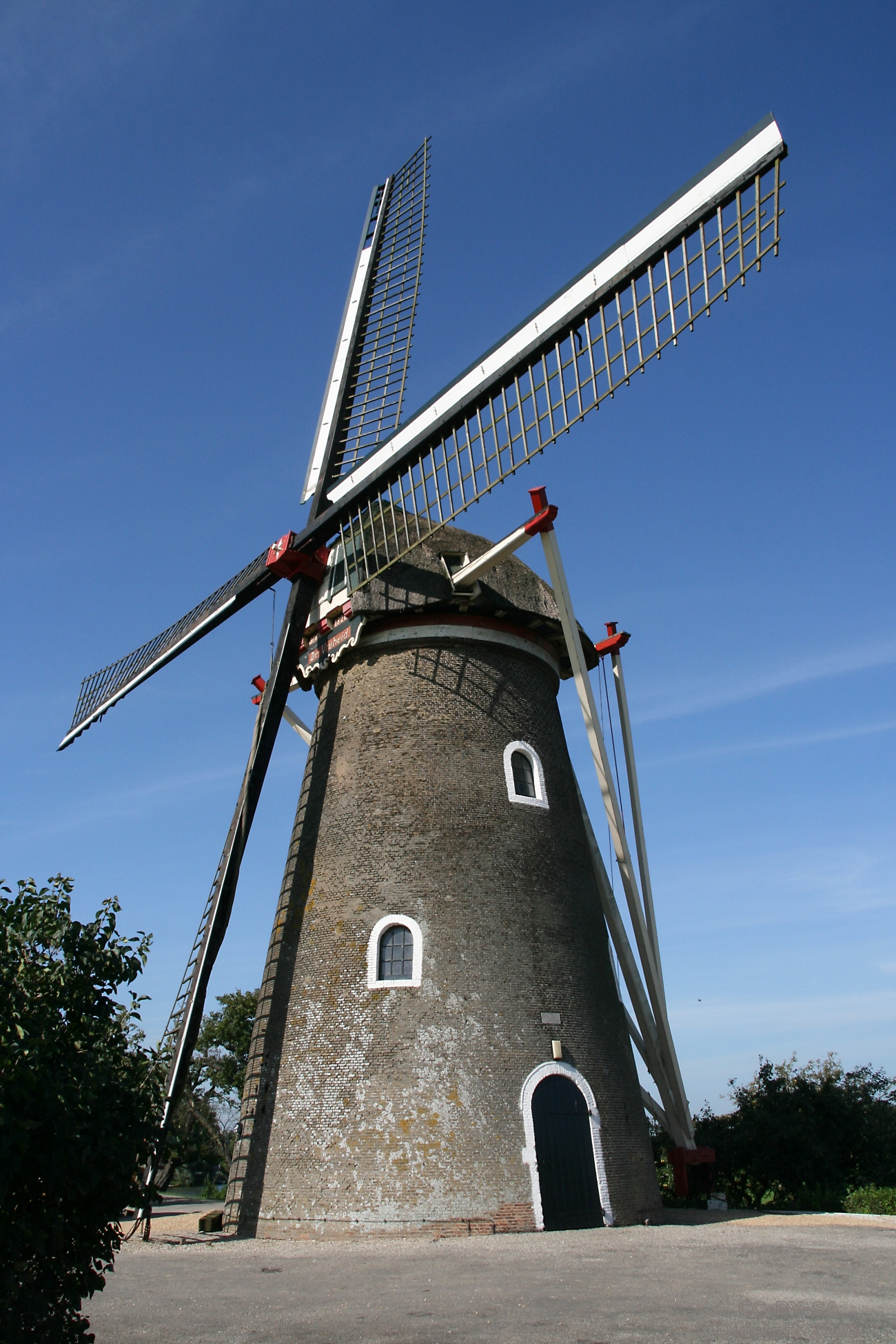
Molen de Vrijheid in Beesd dat te zien was in de aflevering, Het is een lamme(tjes) geschiedenis
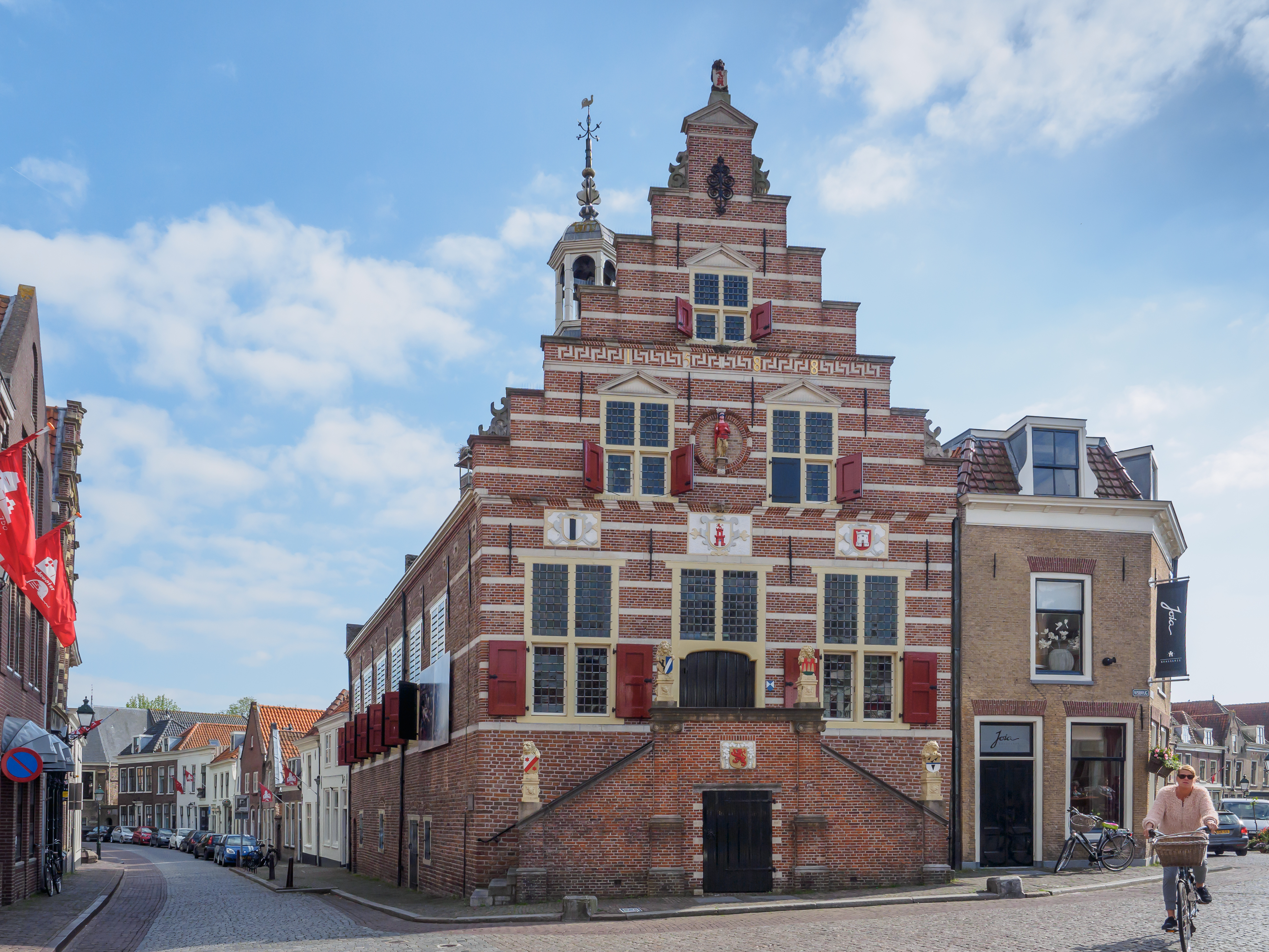
Het stadhuis van Oudewater dat later als het stadhuis werd gebruikt in de serie

## Trivia
- Voor het stadhuis dat in de serie te zien is (zowel op de maquette waarmee een aantal afleveringen begon als voor locatie-opnamen) stond het stadhuis van Naarden model.
- Veel locatie-opnamen werden in Oudewater gemaakt en in 2003 werd aldaar een Swiebertje-borstbeeld onthuld.[22]
- Rond 1964 verscheen er een single met een hoorspel van Swiebertje, getiteld Swiebertje als detective. Dit was een actie van BMW om reclame te maken voor de BMW LS. In dit hoorspel wordt Swiebertje ervan verdacht de BMW van de burgemeester te hebben gestolen. Swiebertje is echter onschuldig; hij vindt de auto terug en ontmaskert de werkelijke dader. Als dank mag hij samen met de burgemeester een hele dag in diens BMW rondtoeren.
- Na het beëindigen van de serie in 1975 bleef Lou Geels nog optreden als Bromsnor in kinderprogramma’s, waaronder het door hemzelf geschreven toneelstuk Bromsnor slaat een flater, omdat Swiebertje naar het buitenland was vertrokken met een andere zwerver als tegenspeler, Slobbertje. gespeeld door onder andere Ger Asma en Adrie Dijkhuizen.[23][24]
- In 1992 trad Joop Doderer als Swiebertje op tijdens het TROS Kompas TV Ster Gala, waar hij de prijs voor beste kindertelevisieprogramma uitreikte.  Er ontstonden plannen voor een vervolg op Swiebertje. Het idee was om Swiebertje twintig jaar na zijn vertrek naar Canada terug te laten keren naar Nederland. Hij zou dan een volledig veranderd land aantreffen. In eerste instantie zou het gaan om een tv-film. De eventuele terugkeer kwam er niet, door een verschil van inzicht over de toon van de serie.[25][26]
- In 1992 verscheen Joop Doderer als Swiebertje in een reclame voor Eurocard.[27][28]
- De parodistische groep Hakkûhbar behaalde in 1996 een nummer 1-hit met Gabbertje, dat de melodie van de begintune uit Swiebertje gebruikte.

## Populariteit
- In 2001 werd het programma verkozen tot beste televisieprogramma van de afgelopen 50 jaar.
- In 2011 werd het programma genomineerd bij de drie beste televisieprogramma's van de afgelopen 60 jaar, samen met Man bijt hond en Sonja op.... Uiteindelijk won Man bijt hond.